# The Most Beautiful Moment in Life: Young Forever
The Most Beautiful Moment in Life: Young Forever (en hangul, 화양연화 Young Forever; romanización revisada, Hwayang-yeonhwa Young Forever) es el primer álbum recopilatorio del grupo surcoreano BTS. El álbum contiene un total de 23 temas, doce de ellos pertenecientes a las dos entregas anteriores de The Most Beautiful Moment in Life y fue publicado en Corea del Sur el 2 de mayo de 2016 y en Taiwán el 1 de junio de 2016. Se vendieron 310,243 copias en Corea del Sur en su primer mes en el mercado y más de 140,000 en China. Por otro lado, el álbum consiguió llegar al número 1 en listas de Corea del Sur y Taiwán, al número 7 en Japón y entró en el 107 en la lista Billboard 200.
Se publicaron vídeos musicales para tres de los temas del álbum: «Epilogue: Young Forever», «Save Me» y para el sencillo «Fire», que fue el vídeo k-pop más visto en el mundo durante el mes de mayo de 2016.
La promoción del álbum en programas de música comenzó el 12 de mayo en M! Countdown y duró solamente una semana. El 7 de mayo de 2016 se celebró el primero de dos conciertos en el Arena de Gimnasia Olímpica de Seúl que dieron comienzo a la gira asiática 2016 BTS Live The Most Beautiful Moment in Life On Stage: Epilogue que sirvió para promocionar el disco. La gira tuvo paradas en Taiwán, China, Japón, Filipinas y Tailandia y reunió a 144 000 espectadores.
El álbum fue galardonado con el premio daesang al álbum del año en los Melon Music Awards de 2016 y el sencillo promocional «Fire» ganó tres premios en programas de música y estuvo nominado otras tres veces.

## Antecedentes
El 21 de marzo de 2016 Big Hit Entertainment anunció que el 2 de mayo BTS publicaría un álbum especial llamado The Most Beautiful Moment in Life: Young Forever que terminaría la trilogía sobre la juventud del grupo. El 22 de abril se publicaron las primeras imágenes del álbum y el 27 de abril se hizo pública la lista de canciones. Unos días antes de la salida del álbum al mercado se anunció que se habían hecho más de 300,000 reservas del disco.

## Contenido
El álbum contiene dos CD con un total de 23 temas: tres nuevas canciones, ocho remixes y doce canciones pertenecientes a las dos entregas anteriores de The Most Beautiful Moment in Life. Se lanzaron al mercado dos versiones alternativas, Day Version y Night Version, que difieren en la portada y en las imágenes del interior.
Las tres nuevas canciones incluidas en el álbum fueron «Fire», «Save Me» y «Epilogue: Young Forever». El tema «Fire» fue escrito en colaboración con Devine Channel, una empresa de producción musical, y «Save Me» en colaboración con ICU Label. Por otro lado, Epilogue: Young Forever fue el primer tema en el que Rap Monster participó como productor además de letrista.
De las doce canciones que habían sido publicadas anteriormente «Intro: The Most Beautiful Moment in Life», «I Need U», «Hold Me Tight», «Dope», «Converse High» y «Moving On» habían aparecido en The Most Beautiful Moment in Life, Part 1 y «Autumn Leaves», «Run», «Ma City», «Silver Spoon», «Whalien 52» y «Butterfly» lo hicieron en The Most Beautiful Moment in Life, Part 2.
El tema «Butterfly» apareció por primera vez en el vídeo On Stage: Prologue a lo largo de varias escenas. La base de piano con la que contaba la canción fue sustituida por guitarras en la versión que se publicó en The Most Beautiful Moment in Life, Part 2, que además incluía versos de los tres raperos del grupo. En Young Forever aparecen la versión original, «Butterfly (Prologue Mix)», la versión de Part 2 y un nuevo mix del tema. «House of Cards» se pudo escuchar por primera vez en la sección de créditos del vídeo On Stage: Prologue, aunque incorporaba un sample de «Non, je ne regrette rien» que después fue eliminado en la versión definitiva que se publicó en el álbum The Most Beautiful Moment in Life, Part 2 como outro del disco. La versión que se incluye en Young Forever, «House of Cards (Full Length Edition)», parte de esta última versión pero con un nuevo bridge y un último estribillo. «Love is Not Over», el outro de The Most Beautiful Moment in Life, Part 1 y que fue el primer tema en el que Jungkook participó como productor, vuelve a aparecer aquí con una versión completa que añade tres versos escritos por los raperos del grupo. La versión «I Need U (Remix)» fue interpretada por primera vez por el grupo el 7 de noviembre de 2015 durante su actuación especial en los MelOn Music Awards, donde además introdujeron una nueva coreografía durante la sección instrumental. El tema «RUN (Ballad Mix)» apareció por primera vez brevemente en el teaser de la canción «Run» que se publicó como adelanto del lanzamiento del álbum The Most Beautiful Moment in Life, Part 2.

## Recepción

### Crítica
A la salida de la primera parte de The Most Beautiful Moment in Life, Billboard dijo del disco que «siendo un grupo dedicado al hip-hop, el álbum marca un momento más suave para la banda, que ha rebajado la intensidad (...) por un enfoque más melódico que aun así mantiene su característico rap mordaz en cada canción», señalando «Dope» como «una de las mejores canciones de un muy buen álbum», y a «I Need U» como un «logro creativo que equilibra rap intenso con una gran dosis de sentimentalidad». Sobre The Most Beautiful Moment in Life, Part 2 declaró que «“Never Mind” y “House of Cards” parecen algunas de las actuaciones más sinceras que el grupo ha creado hasta la fecha. Ambas hablan de la presión y las preocupaciones de ser joven y exitoso, con “Cards” sonando como un grito de ayuda en ocasiones, (...) es en estos momentos cuando BTS demuestra que tienen algo que les diferencia claramente de otras boy bands». Aunque por otro lado declaró que la fanfarronería típica de temas como «Ma city» o «Silver Spoon» restaba valor a la madurez mostrada anteriormente.
Fuse dijo del sencillo promocional «Fire» que «la canción parece una versión mejorada de “Dope” (...) con su agresiva combinación de sintetizadores, percusión trap y cánticos en grupo» y que «los chicos ofrecen sus más impresionantes secciones de rap hasta la fecha».
Cosmopolitan declaró poco después de la salida del vídeo de Fire (Dance Ver.) que «la coreografía también está que arde», haciendo referencia al título de la canción, y «nótese que las versiones de baile de vídeos musicales son bastante comunes en K-pop (...) pero esta es particularmente épica».

### Comercial
Según la lista Hanteo, The Most Beautiful Moment in Life: Young Forever vendió 10,000 copias los tres primeros días y 164,868 en su primera semana a la venta en Corea del Sur. Batió el récord además de mayor número de ventas de álbumes lanzados en 2016 hasta ese momento. Por otro lado, según Gaon Chart el álbum fue el más vendido del mes de mayo con 310,243 copias. Aunque el disco no fue lanzado oficialmente en Japón, consiguió entrar en el número 7 en la lista Oricon y en el 47 en Billboard Japón en su primera semana. Después del lanzamiento del álbum en Taiwán el 1 de junio, entró en el número uno de la lista J-Pop de G-Music, posición que mantuvo durante todo el mes de junio, aunque se desconoce el número de copias vendidas puesto que la empresa no revela sus datos de ventas. Además en China, según QQ Music, se vendieron hasta el 1 de julio 146,680 copias.
El 10 de mayo Billboard anunció que el álbum había entrado en la lista Billboard 200 en el número 107, lo que les convirtió en los segundos artista coreanos en meter dos álbumes consecutivos en la lista, siendo el primero G-Dragon. También consiguieron meter diez temas del disco en la lista World Digital Songs, dominando el top 3 con «Fire», «Save Me» y «Epilogue: Young Forever», cosa que ningún artista k-pop había conseguido antes. Por otro lado, el álbum se posicionó en el número 10 en la lista Heatseekers Album, en el número 2 en World Albums y el número 99 en Canadian Albums. El sencillo «Fire» entró en el número 30 en la lista Japan Hot 100 y en la lista Twitter Top Tracks «Epilogue: Young Forever» se posicionó en el número 4, «Save Me» en el número 5 y «Fire» en el número 8.
A la salida del álbum, Young Forever consiguió entrar en el Top 30 de las listas de iTunes de 17 países: número 1 en Singapur y Taiwán; número 2 en Indonesia; número 3 en Finlandia; número 4 en Tailandia y Hong Kong; número 5 en Chile; número 6 en Filipinas; número 7 en Dinamarca y Malasia; número 18 en Estados Unidos; número 19 en Brasil; número 21 en Nueva Zelanda; número 25 en Canadá, Turquía y Reino Unido y número 29 en España.

## Promoción
Debido a que The Most Beautiful Moment in Life: Young Forever fue lanzado como un álbum especial, sólo se planeó una semana de promoción para permitir a la banda continuar con sus actividades en solitario, otras actuaciones y conciertos en el extranjero. Su actuación de regreso se produjo en M! Countdown el 12 de mayo, donde interpretaron «Save Me», «Butterfly» y «Fire», que ganó el primer premio de la semana. Esa misma semana actuaron también en Music Bank, Music Core e Inkigayo, ganando un total de tres premios en programas de música con «Fire». Durante el periodo de promoción también realizaron una actuación de la canción «Silver Spoon».
El 21 de marzo Big Hit anunció dos conciertos que se celebrarían el 7 y 8 de mayo en la Arena de Gimnasia Olímpica de Seúl, unos días después del lanzamiento del álbum. Las entradas en preventa se agotaron en horas, llenando las 24,000 localidades disponibles para los dos días, aunque después se pusieron más entradas a la venta alcanzando un total de 25,000. La gira continuó durante el verano por otras nueve ciudades en Taiwán, China, Japón, Filipinas y Tailandia, reuniendo a un total de 144,000 espectadores.

## Vídeos musicales
El 18 de abril de 2016 se publicó el primer vídeo musical del álbum, «Epilogue: Young Forever», en el que se puede ver al grupo atrapado en un laberinto mientras aparecen imágenes de vídeos anteriores, «I Need U», On Stage: Prologue y «Run». Al final, todos consiguen salir del laberinto y corren por una pista de aterrizaje.
El vídeo del sencillo promocional «Fire» fue lanzado el mismo día de la publicación del álbum, el 2 de mayo. En él se puede ver a los miembros hablando tras una valla hasta que un hombre encapuchado se acerca. Suga va hasta él con un reproductor de casete y al darle la mano pulsa el botón de play y el hombre sale ardiendo, haciendo claro homenaje a la portada del álbum Wish You Were Here de Pink Floyd. El grupo continúa bailando a lo largo del vídeo en una nave abandonada en la que al caer la noche se celebra una fiesta. Al salir de allí, la nave explota. El 8 de mayo se publicó también una versión del vídeo centrada en la coreografía.
El tercer vídeo musical del álbum fue «Save Me», publicado el 15 de mayo, y en él el grupo interpreta la coreografía completa de la canción a campo abierto y en una sola toma.
Los vídeos de «Epilogue: Young Forever» y «Save Me» fueron dirigidos por la empresa GDW y «Fire» por Lumpens.
El vídeo de «Fire» consiguió 10 millones de visitas en Youtube en 75 horas y Billboard anunció que durante el mes de mayo «Fire» y «Save Me» habían sido el primer y segundo vídeo de k-pop más vistos tanto en Estados Unidos como a nivel mundial. Asimismo, el vídeo de «Fire» entró en las listas de iTunes de seis países: número 1 en Canadá, Malasia e Indonesia; número 2 en Australia; número 12 en Estados Unidos y número 13 en Alemania.

## Lista de canciones
CD 1

| N.º   | Título                                                                 | Letras                                                                          | Música                   | Duración |  |
| 1.    | «Intro: The Most Beautiful Moment in Life» (화양연화; Hwayang Yeonhwa) | Slow Rabbit, Suga                                                               | Slow Rabbit              | 2:03     |  |
| 2.    | «I Need U»                                                             | Pdogg, Bang Sihyuk, Rap Monster, Suga, J-Hope, Brother Su                       | Pdogg                    | 3:31     |  |
| 3.    | «Hold me Tight» (잡아줘; Jab Ajwo)                                     | Slow Rabbit, Pdogg, V, Rap Monster, Suga, J-Hope                                | Slow Rabbit              | 4:35     |  |
| 4.    | «Autumn Leaves» (고엽; Goyeob)                                         | Suga, Slow Rabbit, Jungkook, Hitman Bang, Rap Monster, J-Hope, Pdogg            | Suga, Slow Rabbit        | 4:27     |  |
| 5.    | «Butterfly (Prologue Mix)»                                             | Hitman Bang, Slow Rabbit, Pdogg, Brother Su                                     | Pdogg                    | 4:55     |  |
| 6.    | «Run»                                                                  | Pdogg, Hitman Bang, Rap Monster, Suga, V, Jungkook, J-Hope                      | Pdogg                    | 3:56     |  |
| 7.    | «Ma City»                                                              | Pdogg, Hitman Bang, Rap Monster, Suga, J-Hope                                   | Pdogg                    | 4:16     |  |
| 8.    | «Silver Spoon» (뱁새; Baepsae)                                         | Pdogg, Supreme Boi, Rap Monster, Slow Rabbit                                    | Pdogg                    | 3:54     |  |
| 9.    | «Dope» (쩔어; Jjeoleo)                                                 | Pdogg, Hitman Bang, Rap Monster, Suga, J-Hope                                   | Pdogg                    | 4:00     |  |
| 10.   | «Fire» (불타오르네; Bultaoreune)                                       | Pdogg, Hitman Bang, Rap Monster, Suga, Devine Channel                           | Pdogg                    | 3:23     |  |
| 11.   | «Save Me»                                                              | Ray Michael Djan Jr., Ashton Foster, Samantha Harper, Rap Monster, Suga, J-Hope | Pdogg                    | 3:17     |  |
| 12.   | «Epilogue: Young Forever»                                              | Slow Rabbit, Rap Monster, Hitman Bang, Suga, J-Hope                             | Rap Monster, Slow Rabbit | 2:52     |  |
| 45:10 |                                                                        |                                                                                 |                          |          |  |

CD 2

| N.º   | Título                                   | Letras                                                                 | Música                  | Duración |  |
| 1.    | «Converse High»                          | Pdogg, Slow Rabbit, Rap Monster, Suga, J-Hope                          | Pdogg, Slow Rabbit      | 3:29     |  |
| 2.    | «Moving On» (이사; Isa)                  | Pdogg, Rap Monster, Suga, J-Hope                                       | Pdogg                   | 4:52     |  |
| 3.    | «Whalien 52»                             | Pdogg, Brother Su, Hitman Bang, Rap Monster, Suga, J-Hope, Slow Rabbit | Pdogg                   | 4:04     |  |
| 4.    | «Butterfly»                              | Hitman Bang, Slow Rabbit, Pdogg, Brother Su                            | Pdogg                   | 4:00     |  |
| 5.    | «House of Cards» (Full Length Edition)   | Slow Rabbit, Brother Su                                                | Slow Rabbit, Brother Su | 3:46     |  |
| 6.    | «Love is Not Over» (Full Length Edition) | Jungkook, Slow Rabbit, Pdogg, Jin, V                                   | Jungkook, Slow Rabbit   | 3:42     |  |
| 7.    | «I Need U» (Urban Mix)                   | Pdogg, Hitman Bang, Rap Monster, Suga, J-Hope, Brother Su              | Pdogg                   | 3:35     |  |
| 8.    | «I Need U» (Remix)                       | Pdogg, Hitman Bang, Rap Monster, Suga, J-Hope, Brother Su              | Pdogg                   | 3:42     |  |
| 9.    | «Run» (Ballad Mix)                       | Pdogg, Hitman Bang, Rap Monster, Suga, V, Jungkook, J-Hope             | Pdogg                   | 4:17     |  |
| 10.   | «Run» (Alternative Mix)                  | Pdogg, Hitman Bang, Rap Monster, Suga, V, Jungkook, J-Hope             | Pdogg                   | 3:56     |  |
| 11.   | «Butterfly» (Alternative Mix)            | Hitman Bang, Slow Rabbit, Pdogg, Brother Su                            | Pdogg                   | 4:07     |  |
| 43:25 |                                          |                                                                        |                         |          |  |

## Posicionamiento en listas
| Lista (2016)                             | Mejor posición |
| ---------------------------------------- | -------------- |
| Corea del Sur (Gaon Album Chart)         | 1              |
| Estados Unidos (Billboard 200)           | 107            |
| Estados Unidos (Billboard World Albums)  | 2              |
| Japón (Oricon Chart)                     | 7              |
| Japón (Billboard Japan Hot Albums Chart) | 47             |
| Taiwán (G-Music Chart)                   | 1              |

| Lista (2016)                     | Mejor posición |
| -------------------------------- | -------------- |
| Corea del Sur (Gaon Album Chart) | 1              |
| Japón (Oricon Chart)             | 17             |

| Lista (2016)                     | Mejor posición |
| -------------------------------- | -------------- |
| Corea del Sur (Gaon Album Chart) | 4              |
| Japón (Oricon)                   | 268            |

| Lista (2016)                                   | Mejor posición |
| «Fire»                                         | «Fire»         |
| ---------------------------------------------- | -------------- |
| Corea del Sur (Gaon Digital Chart)             | 7              |
| Estados Unidos (Billboard World Digital Songs) | 1              |
| Estados Unidos (Billboard Twitter Top Tracks)  | 8              |
| Japón (Japan Hot 100)                          | 30             |
| «Save Me»                                      |                |
| Corea del Sur (Gaon Digital Chart)             | 19             |
| Estados Unidos (Billboard World Digital Songs) | 2              |
| Estados Unidos (Billboard Twitter Top Tracks)  | 3              |

| Lista (2016)                       | Mejor posición |
| «Fire»                             | «Fire»         |
| ---------------------------------- | -------------- |
| Corea del Sur (Gaon Digital Chart) | 11             |
| «Save Me»                          |                |
| Corea del Sur (Gaon Digital Chart) | 52             |

| Lista (2016)                                           | Mejor posición |
| «Fire»                                                 | «Fire»         |
| ------------------------------------------------------ | -------------- |
| Corea del Sur (Gaon Digital Chart)                     | 87             |
| Corea del Sur (Gaon Download Chart)                    | 77             |
| Corea del Sur (Gaon Streaming Chart)                   | 85             |
| Estados Unidos (Billboard Twitter Top Tracks Year End) | 26             |
| «Save Me»                                              |                |
| Estados Unidos (Billboard Twitter Top Tracks Year End) | 36             |

## Ventas y certificaciones
| País           | Ventas   |
| -------------- | -------- |
| Corea del Sur  | 645,135+ |
| China          | 155,076+ |
| Japón          | 17,463+  |
| Estados Unidos | 6,000+   |
| Taiwán         | —        |

## Premios y nominaciones

### Premios musicales
| Premios                | Receptor                                         | Categoría         | Resultado | Ref   |
| ---------------------- | ------------------------------------------------ | ----------------- | --------- | ----- |
| 8th Melon Music Awards | The Most Beautiful Moment in Life: Young Forever | Album of the Year | Ganador   | [ 4 ] |
| 8th Melon Music Awards | «Fire»                                           | Best Dance Song   | Nominado  | [ 4 ] |

### Premios de programas de música
| Año  | Fecha      | Programa      | Canción | Resultado | Ref    |
| ---- | ---------- | ------------- | ------- | --------- | ------ |
| 2016 | 11 de mayo | Show Champion | «Fire»  | Nominado  | [ 52 ] |
| 2016 | 12 de mayo | M! Countdown  | «Fire»  | Ganador   | [ 53 ] |
| 2016 | 13 de mayo | Music Bank    | «Fire»  | Ganador   | [ 54 ] |
| 2016 | 15 de mayo | Inkigayo      | «Fire»  | Ganador   | [ 55 ] |
| 2016 | 22 de mayo | Inkigayo      | «Fire»  | Nominado  | [ 56 ] |
| 2016 | 5 de junio | Inkigayo      | «Fire»  | Nominado  | [ 57 ] |

## Historial de lanzamientos
| País          | Fecha              | Formato     | Distribuidora      |
| ------------- | ------------------ | ----------- | ------------------ |
| Corea del Sur | 2 de mayo de 2016  | CD, digital | Loen Entertainment |
| Taiwán        | 1 de junio de 2016 | CD          | Universal Music    |